# Niños ricos, pobres padres
Niños ricos, pobres padres é uma telenovela estadunidense-colombiana exibida em 2009 pela Telemundo
Foi protagonizada por Carmen Villalobos e Aldemar Correa e antagonizada por Sebastián Caicedo, Aylín Mujica, Margarita Muñoz, Geraldine Zivic e Javier Jattin.

## Sinopse
Alejandra Paz é uma adolescente de 17 anos, doce e carinhosa, mas forte. Embora ela não saiba o que é ter tudo na vida sem sacrifícios ela é uma garota muito feliz. Sua vida muda de um momento para o outro quando ela descobre que sua mãe, Lucía Ríos, chegou aos Estados Unidos fugindo de um triste passado e nunca resolveu sua situação migratória no país, pelo que ela é deportada.
Alejandra decide não deixar sua mãe sozinha e vai de volta a seu país, a Colômbia, da qual ela fugiu há mais de 20 anos por causa de uma decepção amorosa. Após a sua chegada ao país, a irmã da Lúcia, Verónica Ríos De La Torre, as recebe em sua luxuosa residência. Com a ajuda de seu tio político, Alejandra começa a estudar no Ginásio Misto de San Simón, onde freqüentam as crianças de prestigiadas famílias do país. Aqui eles estudam os "filhos ricos" que tornarão a vida de Alejandra impossível.
Neste colégio, o sexo, álcool, armas ilegais, drogas, violência, chantagem e negócios ilegais são a ordem do dia. Essas "crianças ricas" vivem sem leis e fazem o que querem porque sabem que seus pais as tirará de qualquer problema que tenham para evitar escândalos. Na sua primeira noite no país, Alejandra vai a uma festa convidada pelo primo Santiago. Na verdade, quem quer sua presença na festa é Esteban San Miguel, que ficou louco por ela desde que a viu. A festa é celebrada na casa de Isabella Domínguez, a namorada de Esteban, e na mesma noite Alejandra perde sua virgindade ao ser violada, drogada e fotografada por seu agressor. No dia seguinte, eles carregam essas fotos para um site, onde Alejandra aparece como "A menina da semana".
David Robledo, estudante bolsista da escola de prestígio, torna-se o anjo protetor de Alejandra, que terá que passar por testes muito difíceis para conhecer a verdadeira felicidade; entre eles, para sobreviver aos males de Isabella, que fará tudo para arruinar sua vida e separá-la de Esteban.

## Elenco
- Carmen Villalobos - Alejandra Paz Ríos
- Aldemar Correa - David Robledo
- Sebastián Caicedo - Esteban San Miguel
- Fabiola Campomanes - Lucía Ríos Vda. de Paz
- Aylín Mujica - Verónica Ríos de la Torre
- Margarita Muñoz - Isabella Domínguez
- Juan Pablo Shuk - Roberto de la Torre
- Marcelo Cezán - Jorge Cervantes
- Angela Vergara - Vanessa Vergara
- Javier Delgiudice - Guillermo San Miguel
- Geraldine Zivic - Mónica de San Miguel
- Millie Ruperto - Bertha de Robledo
- Didier van der Hove - César Alarcón
- Johanna Bahamón - Karina Suárez de Domínguez
- Conrado Osorio - Eduardo Domínguez
- Andrés Fierro - Diego Aguirre
- Javier Jattin - Matías Quintana
- Paula Barreto - Dorotéa Cortés
- Carlos Arturo Buelvas - Santiago de la Torre
- Tatiana Renteria - Aura de Aguirre
- Juan David Agudelo - Juan Alarcón
- Alexander Rodríguez - Mauricio Huertas
- Margarita Vega - Juliana Pardo
- Alvaro Garcia - Sr. Thómas Donnelly
- Monika Pardo - Anais Obregón
- Alexander Gil - Arturo Duque
- Mónica Chávez - Laura Restrepo
- Camilo Perdomo - Manuel Cervantes de la Rosa
- Sebastián Eslava - Miguel Zavala
- Maleja Restrepo - Amelia Richards
- Juliana Gómez - María Dolores "Lola/Lolita" Robledo
- Gabriel Valenzuela - Gabriel Granados
- Majida Issa - Martha Granados
- Carlos Hurtado - Rafael Robledo
- Alejandra Gúzman - Rocío Granados
- Santiago Cepeda - Cesar Duqué
- JEM-C - Rasta
- Ivette Zamora - Claudia
- Nubia Jiménez - Marlene
- Luz Miryam Guarín - Housemaid
- Rodolfo Ordóñez - Doctor
- Tirsa Pacheco - Headmaster
- Josué Bernal - Bravo